# محمود خوردبين
محمود خوردبين ، من مواليد 24 سبتمبر 1948م، وهو لاعب كرة قدم إيراني سابق، لعب مركزه مهاجم، بدأ حياته مع نادي بنك ملي لموسم واحد 1963-1964 ، ولعب مع فريق برسبوليس من عام 1964م إلى سنة 1980م، حيث شارك مع النادي 170 مباراة وسجل 47 هدفاً، ولعب مع منتخب بلاده مباراتان فقط، وشارك مع زملائه في المنتخب الإيراني لدورة الألعاب الصيفية الأولمبية التي استضافته مدينة ميونخ الألمانية سنة 1972م.